# صفصاف فارجس
صفصاف فارجس (الاسم العلمي: Salix fargesii) (川鄂柳)، هو نوع من النباتات المُزهرة يتبع فصيلة الصفصافية، مواطنها الأصيلة في قانسو، وهوبي، وشنشي، وسيتشوان في الصين. تنمو في المناطق الجبلية على ارتفاع 1400-1600 متر (4600-5200 قدم).